# Galena Pass
Galena Pass är ett bergspass i Kanada.   Det ligger i provinsen British Columbia, i den södra delen av landet, 3 100 km väster om huvudstaden Ottawa. Galena Pass ligger 898 meter över havet.
Terrängen runt Galena Pass är huvudsakligen bergig, men åt sydväst är den kuperad. Trakten runt Galena Pass är nära nog obefolkad, med mindre än två invånare per kvadratkilometer..
I omgivningarna runt Galena Pass växer i huvudsak barrskog.